# Yllenus robustior
Yllenus robustior är en spindelart som beskrevs av Prószynski 1968. Yllenus robustior ingår i släktet Yllenus och familjen hoppspindlar. Inga underarter finns listade i Catalogue of Life.